# Willie Revillame
Willie Revillame, né le 27 janvier 1961 à Cabanatuan, est un acteur et chanteur philippin.

## Biographie
Willie Revillame est né le 27 janvier 1961 à Cabanatuan, aux Philippines. Il est l'ex-époux du mannequin Liz Almoro. Leur mariage s'est déroulé à Lipa (Batangas), en mars 2005 et a été célébré dans une église en juin 2005 ; cette cérémonie a été retransmise à la télévision sur des chaînes telles que ABS-CBN. Leur mariage a été rapporté par la suite dans un magazine sous le titre de « Mariage de l'année ». Lui et Liz donnent naissance à un garçon nommé Juan Enmanuel (Juamee). Plus tard, les médias rapportent que ce mariage entre Willie et Liz est un échec et qu'une procédure de divorce est en cours. Auparavant, Willie a eu trois filles issues d'anciennes relations amoureuses. Le 27 août 2007, sa fille Meryll a donné naissance à un petit garçon nommé Elijah, et Willie est devenu grand-père pour la première fois. Elijah est également le fils de l'acteur Bernard Palanca.

## Carrière
Il est invité sur la chaine télévisée TV5 (en) dans une émission de variétés intitulée Wil Time Bigtime (initialement intitulée Willing Willie). Il a également été animateur sur la chaîne télévisée GMA Network dans une émission intitulée Lunch Date, et sur ABS-CBN dans les émissions Magandang Tanghali Bayan et Wowowee.
Revillame possède sa propre entreprise, le centre commercial Wil Tower Mall localisé près du ABS-CBN Eugenio Lopez Drive à Quezon City, qu'il a fait construire et qui a été achevé en septembre 2011. Revillame est également propriétaire des restaurants W Bar et Wil Steak Town au Wil Events Place, situés près du Wil Tower Mall et d'ABS-CBN le long de Sgt. Esguerra Avenue à South Triangle, Diliman, Quezon City,.

## Filmographie

### Télévision
| Titre                           | Chaîne      | Année        |
| ------------------------------- | ----------- | ------------ |
| Wowowin                         | GMA Network | 2015-présent |
| Wowowillie                      | TV5         | 2013-2015    |
| Willing Willie/Wil Time Bigtime | TV5         | 2010-2013    |
| Wowowee                         | ABS-CBN     | 2005-2010    |
| Belo Beauty 101                 | TFC         | 2007         |
| Pinoy Big Brother               | ABS-CBN     | 2005         |
| Puso o Pera                     | ABC 5 (en)  | 2004         |
| Masayang Tanghali Bayan         | ABS-CBN     | 2003         |
| Willingly Yours                 | ABS-CBN     | 2002-2003    |
| Magandang Tanghali Bayan        | ABS-CBN     | 1998-2001    |
| Richard Loves Lucy              | ABS-CBN     | 1998-2002    |
| 'Sang Linggo nAPO Sila          | ABS-CBN     | 1998         |
| Actually 'Yun Na!               | RPN 9       | 1994         |
| Barangay U.S.: Unang Sigaw      | RPN 9       | 1994         |
| Salo-Salo Together (SST)        | GMA Network | 1993         |
| Four da Boys                    | IBC 13      | 1992-1993    |
| Barangay USA                    | PTV         | 1990         |
| Loveliness                      | IBC 13      | 1989         |
| Dance Tonight                   | IBC 13      | 1988         |
| Ayos Lang Tsong!                | IBC 13      | 1988         |
| Lunch Date                      | GMA Network | 1986         |

### Films
- Nobody Nobody but Juan (2009, courte apparition)
- Pera o bayong (Not da TV)! (2000)
- Matalino man ang matsing na-iisahan din! (2000)
- Alyas Boy Tigas: Ang probinsyanong wais (1998)
- Kasangga kahit kailan (1998)
- Bobby Barbers, Parak (1997)
- Go Johnny Go (1997)
- Kung kaya mo, kaya ko rin (1996)
- Sa kamay ng batas (1995)
- Ikaw Pa Eh Love Kita! (1995)
- Omar Abdullah: Pulis Probinsya 2, Tapusin Na Natin Ang Laban (1995)
- Hector (1994)
- The Eddie Fernandez Story (1994)
- Abrakadabra (1994)
- Ako (1993)
- Pat. Omar Abdullah: Pulis Probinsiya (1992)
- Contreras Gang (1991)
- Sagad Hanggang Buto (1991)
- Joey Boy Munti, 15 anyos ka sa Muntilupa (1991)
- Sam & Miguel (Your basura, no problema) (1991)
- Barbi for President (1991)
- Joe Pring 2: Kidlat ng Maynila (1990)

## Discographie

### Albums

#### Universal Records
- Parental Guidance? (2001)
- Pito Pito (2004)
- Ikaw Ang #1 (2005)
- Para Sa Akin ay Ikaw (2005)

#### Star Records
- Wowowillie (2005)
- Namamasko Po! (2006)
- Willie Sings...Camo and Saturno (2007)
- Giling-Giling (2008)
- Ikaw Na Nga! (2009)

#### Viva Records
- I Love You (2010)
- Willing Willie (2011)
- Kendeng Kendeng (2011)
- Syempre (2012)